# Wrzesień 2011

## 30 września
W wyniku nalotu amerykańskiego drona zginął lider Al-Ka’idy na Półwyspie Arabskim – Anwar al-Awlaki. (BBC News)

## 25 września
- W wieku 71 lat zmarła Wangari Maathai, kenijska działaczka ekologiczna, laureatka pokojowej Nagrody Nobla[1].

## 24 września
- Na zjeździe partii Jedna Rosja Władimir Putin zapowiedział, że wystartuje w wyborach prezydenckich. BBC News
- W Poznaniu odbyły się obchody 10 urodzin Polskiej Wikipedii. (24-25 września)

## 22 września
- Uczestnicy projektu OPERA ogłosili wyniki wskazujące, że neutrina osiągnęły prędkość nadświetlną i poprosili społeczność fizyków o weryfikację ich eksperymentu. Ostatecznie wynik okazał się wynikiem błędu w podłączeniu aparatury.

## 18 września
- Reprezentacja Serbii zwyciężyła w XXVII mistrzostwach Europy w siatkówce mężczyzn[2].
- Reprezentacja Hiszpanii zwyciężyła w XXXVII mistrzostwach Europy w koszykówce mężczyzn[3].
- W indyjskim stanie Sikkim miało miejsce trzęsienie ziemi o sile 6,9 stopni w skali Richtera[4].

## 17 września
- Na Łotwie odbyły się wybory parlamentarne[5].

## 15 września
- W Danii odbyły się Wybory parlamentarne. (BBC News)

## 13 września
- Serb Novak Đoković i Australijka Samantha Stosur triumfowali w turniejach singlowych podczas US Open 2011.[6][7]

## 12 września
- Ponad 100 osób zginęło na skutek wybuchu rurociągu w Nairobi i pożaru wywołanego przez eksplozję (BBC News)

## 11 września
- Juan José Cobo zwyciężył w wyścigu kolarskim Vuelta a España[8].

## 10 września
- Co najmniej 187 osób zginęło w katastrofie promu MV Spice Islander I w pobliżu Zanzibaru (BBC News)
- Zakończył się 68. Międzynarodowy Festiwal Filmowy w Wenecji. Złotego Lwa − otrzymał film Faust w reżyserii Aleksandra Sokurowa. (BBC News)

## 7 września
- 43 osoby, w tym drużyna hokejowa Łokomotiw Jarosław, zginęły w katastrofie lotniczej w Jarosławiu. (BBC News)

## 6 września
- W wieku 64 lat zmarł Michael Hart, założyciel Projektu Gutenberga, pierwszego projektu udostępniającego elektroniczne kopie książek w Internecie. (The New York Times)
- W wieku 89 lat zmarł Janusz Morgenstern, polski reżyser filmowy. (wyborcza.pl)
- Szwajcarski Bank Narodowy zdecydował o powiązaniu kursu franka szwajcarskiego z kursem euro[9].

## 3 września
- Zmarł Andrzej Maria Deskur, polski kardynał. wp.pl